# The Scratch
Pour les articles homonymes, voir Scratch.
The Scratch est un groupe irlandais de heavy metal, originaire de Dublin.

## Histoire
The Scratch est formé à Perrystown en 2016 par trois des cinq membres de Red Enemy, un groupe de heavy metal. Ils sortent leur premier album Couldn't Give a Rats en 2020, et leur deuxième Mind Yourself en 2023. Ce dernier est nommé pour le Choice Music Prize.

## Discographie

### Albums studio
- 2020 : Couldn't Give a Rats[4]
- 2023 : Mind Yourself[5]

### EP
- 2018 : Old Songs
- 2019 : The Whole Buzz